# County Championship 2014
Die County Championship 2014 war die 115. Saison des nationalen First-Class-Cricket-Wettbewerbes in England und Wales. Sie wurde in zwei Divisionen ausgetragen, Division 1 und Division 2. Division 1 wurde durch Yorkshire gewonnen, die somit ihre 32. County Meisterschaft erreichten. Absteiger aus der Division 1 waren Lancashire und Northamptonshire, die in der nachfolgenden Saison 2015 durch die beiden bestplatzierten der Division 2, Hampshire und Worcestershire, ersetzt wurden.

## Format
Die 18 First Class Counties wurden nach den Resultaten der Saison 2013 in zwei Divisionen aufgeteilt. In jeder Division spielt jede Mannschaft gegen jede andere jeweils ein Heim- und ein Auswärtsspiel. Für einen Sieg erhält ein Team zunächst 16 Punkte, für ein Unentschieden (beide Mannschaften erzielen die gleiche Anzahl an Runs) 8 Punkte. Sollte kein Ergebnis erreicht werden und das Spiel in einem Remis enden bekommen beide Mannschaften 5 Punkte. Zusätzlich besteht die Möglichkeit in den ersten 110 Over des ersten Innings Bonuspunkte zu sammeln. Dabei werden bis zu 5 Punkte für erzielte Runs und bis zu 3 Punkte für erzielte Wickets ausgegeben. Des Weiteren ist es möglich das Mannschaften Punkte abgezogen bekommen, wenn sie beispielsweise zu langsam spielen oder der Platz nicht ordnungsgemäß hergerichtet ist. Am Ende der Saison ist der Sieger der Division 1 County Champion, die beiden letztplatzierten dieser Division steigen ab und die beiden bestplatzierten der Division 2 auf.

## Resultate

### Tabelle

#### Division 1
Die Tabelle der Division 1 nahm am Ende die nachfolgende Gestalt an. Alle Punktabzüge erfolgten auf Grund zu langsamer Spielweise.
| Team             | Sp. | S | N  | R  | A | Bat | Bwl | Ded | Punkte |
| ---------------- | --- | - | -- | -- | - | --- | --- | --- | ------ |
| Yorkshire        | 16  | 8 | 1  | 7  | 0 | 48  | 44  | 0   | 255    |
| Warwickshire     | 16  | 8 | 4  | 4  | 0 | 47  | 43  | 0   | 238    |
| Sussex           | 16  | 6 | 4  | 5  | 1 | 44  | 40  | 0   | 210    |
| Nottinghamshire  | 16  | 6 | 6  | 4  | 0 | 50  | 40  | 0   | 206    |
| Durham           | 16  | 5 | 4  | 7  | 0 | 42  | 42  | 0   | 199    |
| Somerset         | 16  | 4 | 2  | 10 | 0 | 42  | 42  | 0   | 198    |
| Middlesex        | 16  | 4 | 5  | 6  | 1 | 35  | 38  | 2   | 170    |
| Lancashire       | 16  | 3 | 6  | 7  | 0 | 30  | 41  | 0   | 154    |
| Northamptonshire | 16  | 0 | 12 | 4  | 0 | 27  | 32  | 0   | 79     |

Sieg: 16 Punkte; Remis: 5 Punkte

#### Division 2
Die Tabelle der Division 2 hatte die folgende Gestalt. Alle Punktabzüge erfolgten auf Grund zu langsamer Spielweise.
| Team            | Sp. | S | N  | R | Bat | Bwl | Ded | Punkte |
| --------------- | --- | - | -- | - | --- | --- | --- | ------ |
| Hampshire       | 16  | 7 | 1  | 8 | 50  | 38  | 0   | 240    |
| Worcestershire  | 16  | 8 | 3  | 5 | 37  | 47  | 0   | 237    |
| Essex           | 16  | 7 | 2  | 7 | 37  | 45  | 0   | 229    |
| Derbyshire      | 16  | 6 | 5  | 5 | 26  | 41  | 0   | 188    |
| Surrey          | 16  | 4 | 5  | 7 | 43  | 44  | 3   | 183    |
| Kent            | 16  | 4 | 6  | 6 | 35  | 42  | 0   | 171    |
| Gloucestershire | 16  | 4 | 5  | 7 | 28  | 36  | 0   | 163    |
| Glamorgan       | 16  | 3 | 6  | 7 | 29  | 41  | 0   | 153    |
| Leicestershire  | 16  | 0 | 10 | 6 | 36  | 42  | 0   | 108    |

Sieg: 16 Punkte; Remis: 5 Punkte

## Spiele

### Division 1

#### April
| 6. – 9. April Scorecard | Nottingham | Nottinghamshire 272 (87.2) & 220 (59.5) | – | Lancashire 144 (58.2) & 303 (93.5) |
|                         |            | Nottinghamshire gewinnt mit 45 Runs     |   |                                    |

| 6. – 9. April Scorecard | Hove | Middlesex 105 (48.2) & 154 (46.1)             | – | Sussex 386 (93.3) |
|                         |      | Sussex gewinnt mit einem Innings und 127 Runs |   |                   |

| 13. – 16. April Scorecard | London | Nottinghamshire 326 (100.1) & 224 (65.2) | – | Middlesex 439-9d (131.5) & 112-0 (18.2) |
|                           |        | Middlesex gewinnt mit 10 Wickets         |   |                                         |

| 13. – 16. April Scorecard | Northampton | Durham 452 (135) & 244 (70) | – | Northamptonshire 378 (103.1) & 205-9 (69) |
|                           |             | Remis                       |   |                                           |

| 13. – 16. April Scorecard | Taunton | Yorkshire 450 (132.5) & 193-4d (71) | – | Somerset 553 (157.5) |
|                           |         | Remis                               |   |                      |

| 13. – 16. April Scorecard | Birmingham | Warwickshire 87 (27.5) & 471 (120.3) | – | Sussex 229 (66.5) & 333-3 (83) |
|                           |            | Sussex gewinnt mit 7 Wickets         |   |                                |

| 20. – 23. April Scorecard | Chester-le-Street | Durham 308 (88) & 213-9d (61) | – | Somerset 185 (50.1) & 246-4 (73) |
|                           |                   | Remis                         |   |                                  |

| 20. – 23. April Scorecard | Manchester | Lancashire 247 (75) & 196 (85.2) | – | Warwickshire 324 (111.4) & 95-5 (24.3) |
|                           |            | Remis                            |   |                                        |

| 20. – 23. April Scorecard | Leeds | Yorkshire 459-9d (125)                           | – | Northamptonshire 94 (30) & 245 (78.4) (f/o) |
|                           |       | Yorkshire gewinnt mit einem Innings und 120 Runs |   |                                             |

| 27. – 30. April Scorecard | London | Yorkshire 178 (58.2) & 416 (110.5) | – | Middlesex 123 (45.5) & 472-3 (101.4) |
|                           |        | Middlesex gewinnt mit 7 Wickets    |   |                                      |

| 27. – 30. April Scorecard | Northampton | Lancashire 119 (44) & 284 (86.2) | – | Northamptonshire 164 (70) & 179 (72.2) |
|                           |             | Lancashire gewinnt mit 60 Runs   |   |                                        |

| 27. – 29. April Scorecard | Nottingham | Warwickshire 263 (72.2) & 152 (39.3) | – | Nottinghamshire 116 (38) & 201 (57) |
|                           |            | Warwickshire gewinnt mit 98 Runs     |   |                                     |

| 27. – 30. April Scorecard | Hove | Somerset 372 (114.3)                           | – | Sussex 142 (55) & 219 (68) (f/o) |
|                           |      | Somerset gewinnt mit einem Innings und 11 Runs |   |                                  |

#### Mai
| 4. – 7. Mai Scorecard | Chester-le-Street | Yorkshire 589-8d (163.2) | – | Durham 388 (138) & 100-4 (53) (f/o) |
|                       |                   | Remis                    |   |                                     |

| 4. – 7. Mai Scorecard | Manchester | Sussex 298 (103) & 216-5d (68) | – | Lancashire 191 (82.4) & 19-0 (8.4) |
|                       |            | Remis                          |   |                                    |

| 4. – 7. Mai Scorecard | Taunton | Nottinghamshire 440 (113.4) & 322-4d (102) | – | Somerset 402-9d (110.1) |
|                       |         | Remis                                      |   |                         |

| 4. – 6. Mai Scorecard | Birmingham | Middlesex 167 (43.5) & 248 (91.2)                  | – | Warwickshire 462 (142.3) |
|                       |            | Warwickshire gewinnt mit einem Innings und 47 Runs |   |                          |

| 11. – 14. Mai Scorecard | London | Lancashire 266 (93.2) & 223 (84.2) | – | Middlesex 459-8d (141.3) & 31-0 (3.5) |
|                         |        | Middlesex gewinnt mit 10 Wickets   |   |                                       |

| 11. – 14. Mai Scorecard | Nottingham | Northamptonshire 248 (74.1) & 151 (49.2)              | – | Nottinghamshire 409-8d (85.3) |
|                         |            | Nottinghamshire gewinnt mit einem Innings und 10 Runs |   |                               |

| 11. – 14. Mai Scorecard | Hove | Sussex 505-9d (113.4) | – | Durham 451-7 (125) |
|                         |      | Remis                 |   |                    |

| 11. – 13. Mai Scorecard | Leeds | Yorkshire 444 (124.3)                            | – | Warwickshire 200 (81.1) & 89 (31.2) (f/o) |
|                         |       | Yorkshire gewinnt mit einem Innings und 155 Runs |   |                                           |

| 18. – 21. Mai Scorecard | Northampton | Northamptonshire 283 (108.5) & 176 (87.5)       | – | Middlesex 543-7d (136) |
|                         |             | Middlesex gewinnt mit einem Innings und 84 Runs |   |                        |

| 19. – 22. Mai Scorecard | Taunton | Durham 155 (46.1) & 326 (111.3) | – | Somerset 234 (68.1) & 250-3 (45.3) |
|                         |         | Somerset gewinnt mit 7 Wickets  |   |                                    |

| 25. – 28. Mai Scorecard | Nottingham | Nottinghamshire 377 (95.5) | – | Durham 335-4 (83) |
|                         |            | Remis                      |   |                   |

| 25. – 28. Mai Scorecard | Birmingham | Somerset 411 (120.4) | – | Warwickshire 294-5 (92.3) |
|                         |            | Remis                |   |                           |

| 25. – 28. Mai Scorecard | Leeds | Lancashire 325 (104.3) & 48-3 (17) | – | Yorkshire 243 (71) |
|                         |       | Remis                              |   |                    |

| 26. – 29. Mai Scorecard | London | Middlesex      | – | Sussex |
|                         |        | Spiel abgesagt |   |        |

| 31. Mai – 3. Juni Scorecard | Northampton | Yorkshire 136 (40.3) & 546-3d (147) | – | Northamptonshire 251 (61) & 160 (64.1) |
|                             |             | Yorkshire gewinnt mit 271 Runs      |   |                                        |

#### Juni
| 1. – 4. Juni Scorecard | Chester-le-Street | Durham 568-9d (131.1) | – | Middlesex 330 (91.2) & 90-2 (27) (f/o) |
|                        |                   | Remis                 |   |                                        |

| 1. – 4. Juni Scorecard | Manchester | Somerset 420 (127.1) | – | Lancashire 203 (77.2) & 95-3 (33) (f/o) |
|                        |            | Remis                |   |                                         |

| 1. – 4. Juni Scorecard | Hove | Nottinghamshire 452 (105) & 336-4d (67) | – | Sussex 355 (107.3) & 198-2 (60) |
|                        |      | Remis                                   |   |                                 |

| 8. – 10. Juni Scorecard | Taunton | Sussex 214 (80.2) & 178 (77.4) | – | Somerset 289 (77.5) & 107-4 (20.1) |
|                         |         | Somerset gewinnt mit 6 Wickets |   |                                    |

| 8. – 11. Juni Scorecard | Birmingham | Lancashire 286 (106.3) & 322-7d (82) | – | Warwickshire 322 (123.4) & 86-5 (40) |
|                         |            | Remis                                |   |                                      |

| 8. – 11. Juni Scorecard | Leeds | Nottinghamshire 205 (56) & 335-8d (98) | – | Yorkshire 247 (72) & 53-3 (31) |
|                         |       | Remis                                  |   |                                |

| 14. – 17. Juni Scorecard | Nottingham | Middlesex 505 (114.5) & 271-9d (71.3) | – | Nottinghamshire 392 (101.3) & 387-4 (74.5) |
|                          |            | Nottinghamshire gewinnt mit 6 Wickets |   |                                            |

| 15. – 18. Juni Scorecard | Chester-le-Street | Durham 338 (104.1) & 267 (82.4) | – | Lancashire 266 (78.1) & 312 (80.4) |
|                          |                   | Durham gewinnt mit 27 Runs      |   |                                    |

| 15. – 18. Juni Scorecard | Northampton | Northamptonshire 312 (95.2) & 185 (75)              | – | Warwickshire 602-9d (160) |
|                          |             | Warwickshire gewinnt mit einem Innings und 105 Runs |   |                           |

| 16. – 19. Juni Scorecard | Arundel | Sussex 316 (99.5) & 228-3d (95) | – | Yorkshire 470-7 (173) |
|                          |         | Remis                           |   |                       |

| 22. – 25. Juni Scorecard | Chester-le-Street | Durham 337 (87.2) & 359-6d (94) | – | Sussex 205 (65.3) & 182 (48.5) |
|                          |                   | Durham gewinnt mit 309 Runs     |   |                                |

| 22. – 25. Juni Scorecard | Manchester | Lancashire 650-6d (141)                           | – | Northamptonshire 180 (64.5) & 270 (71.4) (f/o) |
|                          |            | Lancashire gewinnt mit einem Innings und 200 Runs |   |                                                |

| 22. – 25. Juni Scorecard | Nottingham | Somerset 168 (51.2) & 402 (108.4)     | – | Nottinghamshire 461 (102.2) & 111-3 (24) |
|                          |            | Nottinghamshire gewinnt mit 7 Wickets |   |                                          |

| 22. – 24. Juni Scorecard | Birmingham | Warwickshire 228 (71.3) & 186 (70)             | – | Yorkshire 422 (117.3) |
|                          |            | Yorkshire gewinnt mit einem Innings und 8 Runs |   |                       |

| 29. Juni – 2. Juli Scorecard | London | Middlesex 488-9d (134) & 199-5d (49) | – | Northamptonshire 384 (108.5) & 82-3 (46) |
|                              |        | Remis                                |   |                                          |

| 29. Juni – 2. Juli Scorecard | Taunton | Lancashire 266 (103.4) & 251-5 (100) | – | Somerset 484 (154.1) |
|                              |         | Remis                                |   |                      |

| 29. Juni – 2. Juli Scorecard | Birmingham | Nottinghamshire 406 (101) & 225 (73.4) | – | Warwickshire 343 (84.3) & 289-7 (92.4) |
|                              |            | Warwickshire gewinnt mit 3 Wickets     |   |                                        |

#### Juli
| 6. – 8. Juli Scorecard | Hove | Sussex 405 (119.1)                           | – | Northamptonshire 116 (37.3) & 204 (68.3) (f/o) |
|                        |      | Sussex gewinnt mit einem Innings und 85 Runs |   |                                                |

| 7. – 10. Juli Scorecard | London | Middlesex 338 (97.5) & 315-5d (69) | – | Somerset 264-9d (98.1) & 203-4 (57) |
|                         |        | Remis                              |   |                                     |

| 7. – 10. Juli Scorecard | Leeds | Yorkshire 426 (115.4) | – | Durham 231 (88.2) & 323-8 (113) (f/o) |
|                         |       | Remis                 |   |                                       |

| 12. – 15. Juli Scorecard | Northampton | Somerset 375 (100.1) & 249-8d (86) | – | Northamptonshire 221 (59.1) & 351 (109.4) |
|                          |             | Somerset gewinnt mit 52 Runs       |   |                                           |

| 13. – 15. Juli Scorecard | Chester-le-Street | Warwickshire 472 (124.1)                            | – | Durham 171 (57.1) & 113 (48.1) (f/o) |
|                          |                   | Warwickshire gewinnt mit einem Innings und 188 Runs |   |                                      |

| 13. – 15. Juli Scorecard | Liverpool | Lancashire 225 (69.2) & 205 (54)     | – | Nottinghamshire 261 (87.5) & 170-9 (50.1) |
|                          |           | Nottinghamshire gewinnt mit 1 Wicket |   |                                           |

| 19. – 22. Juli Scorecard | Scarborough | Yorkshire 253 (87.5) & 400-5d (109) | – | Middlesex 232 (67) & 201 (80.3) |
|                          |             | Yorkshire gewinnt mit 220 Runs      |   |                                 |

| 21. – 24. Juli Scorecard | Horsham | Sussex 413 (129.4) & 245-9d (60.1) | – | Warwickshire 333 (111.5) & 99 (41.4) |
|                          |         | Sussex gewinnt mit 226 Runs        |   |                                      |

#### August
| 15. – 18. August Scorecard | Manchester | Durham 340 (99) & 187 (77.1)    | – | Lancashire 421 (131.3) & 107-9 (35.4) |
|                            |            | Lancashire gewinnt mit 1 Wicket |   |                                       |

| 15. – 18. August Scorecard | Northampton | Northamptonshire 260 (76) & 338 (88.4) | – | Nottinghamshire 388 (113) & 211-5 (52) |
|                            |             | Nottinghamshire gewinnt mit 5 Wickets  |   |                                        |

| 15. – 18. August Scorecard | Taunton | Warwickshire 367 (97.2) & 322-7d (93.2) | – | Somerset 286 (77.1) & 188 (70.2) |
|                            |         | Warwickshire gewinnt mit 215 Runs       |   |                                  |

| 15. – 18. August Scorecard | Scarborough | Sussex 368 (111.4) & 230 (79.1) | – | Yorkshire 493 (126.2) & 106-1 (20.1) |
|                            |             | Yorkshire gewinnt mit 9 Wickets |   |                                      |

| 31. August – 3. September Scorecard | Chester-le-Street | Durham 253 (75) & 309 (92.4) | – | Nottinghamshire 188 (58.2) & 320 (89.3) |
|                                     |                   | Durham gewinnt mit 54 Runs   |   |                                         |

| 31. August – 3. September Scorecard | Manchester | Lancashire 278 (74.3) & 314 (103.2)             | – | Yorkshire 610-6d (164) |
|                                     |            | Yorkshire gewinnt mit einem Innings und 18 Runs |   |                        |

| 31. August – 3. September Scorecard | London | Warwickshire 362-8d (103) & 182-2d (57) | – | Middlesex 372-9d (113) |
|                                     |        | Remis                                   |   |                        |

| 31. August – 3. September Scorecard | Taunton | Somerset 314 (82.1) & 235-6 (97) | – | Northamptonshire 448-9d (125) |
|                                     |         | Remis                            |   |                               |

#### September
| 9. – 12. September Scorecard | London | Durham 377 (104.3) & 294 (91) | – | Middlesex 276 (73.1) & 254 (62) |
|                              |        | Durham gewinnt mit 141 Runs   |   |                                 |

| 9. – 12. September Scorecard | Nottingham | Yorkshire 532-9d (174.2)                         | – | Nottinghamshire 203 (66.2) & 177 (56.2) (f/o) |
|                              |            | Yorkshire gewinnt mit einem Innings und 152 Runs |   |                                               |

| 9. – 12. September Scorecard | Hove | Lancashire 320 (91.5) & 364 (102.1) | – | Sussex 434 (125.5) & 251-3 (46.3) |
|                              |      | Sussex gewinnt mit 7 Wickets        |   |                                   |

| 9. – 12. September Scorecard | Birmingham | Northamptonshire 273 (77.3) & 284 (85.2)           | – | Warwickshire 573-9d (155) |
|                              |            | Warwickshire gewinnt mit einem Innings und 16 Runs |   |                           |

| 15. – 17. September Scorecard | Chester-le-Street | Durham 392 (92.1)                             | – | Northamptonshire 83 (23) & 90 (17.2) (f/o) |
|                               |                   | Durham gewinnt mit einem Innings und 219 Runs |   |                                            |

| 15. – 18. September Scorecard | Nottingham | Sussex 391 (103.4) & 406-6d (70) | – | Nottinghamshire 413 (120.4) & 193 (60.3) |
|                               |            | Sussex gewinnt mit 191 Runs      |   |                                          |

| 15. – 18. September Scorecard | Taunton | Somerset 523-9d (159.2) | – | Middlesex 223 (82.4) & 328-4d (123) (f/o) |
|                               |         | Remis                   |   |                                           |

| 23. – 26. September Scorecard | Manchester | Middlesex 214 (70.5) & 341-8 (134) | – | Lancashire 302-8d (109.2) |
|                               |            | Remis                              |   |                           |

| 23. – 26. September Scorecard | Northampton | Sussex 368 (119) & 343 (115.3) | – | Northamptonshire 294 (93.2) & 85-1 (23) |
|                               |             | Remis                          |   |                                         |

| 23. – 25. September Scorecard | Birmingham | Durham 201 (64.5) & 215 (50.1)                     | – | Warwickshire 429 (119.3) |
|                               |            | Warwickshire gewinnt mit einem Innings und 13 Runs |   |                          |

| 23. – 26. September Scorecard | Leeds | Yorkshire 253 (83.1) & 365 (94.3) | – | Somerset 437 (120.1) & 151-9 (44) |
|                               |       | Remis                             |   |                                   |

### Division 2

#### April
| 6. – 9. April Scorecard | Southampton | Hampshire 263 (66.2) & 27-1 (17) | – | Worcestershire 350-7d (105.3) |
|                         |             | Remis                            |   |                               |

| 6. – 9. April Scorecard | London | Surrey 280 (104.4) & 81 (57.3)   | – | Glamorgan 209 (57.3) & 156-0 (45.4) |
|                         |        | Glamorgan gewinnt mit 10 Wickets |   |                                     |

| 13. – 16. April Scorecard | Chelmsford | Essex 94 (36.3) & 425 (127.4) | – | Derbyshire 154 (64.5) & 312 (84.4) |
|                           |            | Essex gewinnt mit 53 Runs     |   |                                    |

| 13. – 16. April Scorecard | Bristol | Gloucestershire 304 (101.1) & 332 (97.4) | – | Hampshire 422 (89.4) & 215-2 (46.3) |
|                           |         | Hampshire gewinnt mit 8 Wickets          |   |                                     |

| 13. – 16. April Scorecard | Worcester | Worcestershire 224 (76.3) & 270 (88.4) | – | Kent 229 (96.5) & 140 (51) |
|                           |           | Worcestershire gewinnt mit 125 Runs    |   |                            |

| 20. – 23. April Scorecard | Derby | Hampshire 328 (112.3) & 236-3 (81) | – | Derbyshire 399 (113.3) |
|                           |       | Remis                              |   |                        |

| 20. – 23. April Scorecard | Cardiff | Glamorgan 145 (43) & 146-9 (62) | – | Gloucestershire 231 (75) |
|                           |         | Remis                           |   |                          |

| 20. – 23. April Scorecard | Canterbury | Leicestershire 333 (96.5) & 259-5d (59.1) | – | Kent 269-7d (82.4) & 89-4 (36) |
|                           |            | Remis                                     |   |                                |

| 20. – 23. April Scorecard | London | Essex 306 (97.3) & 258-4d (74) | – | Surrey 237 (71.1) |
|                           |        | Remis                          |   |                   |

| 27. – 30. April Scorecard | Bristol | Gloucestershire 134 (43.1) & 251-2d (78) | – | Essex 305-8d (73.5) |
|                           |         | Remis                                    |   |                     |

| 27. – 30. April Scorecard | Southampton | Hampshire 400-6d (101.1) | – | Surrey 99-2 (38) |
|                           |             | Remis                    |   |                  |

| 27. – 30. April Scorecard | Leicester | Leicestershire 500 (121.4) & 179-8d (42.3) | – | Glamorgan 359 (104) & 250-7 (70.4) |
|                           |           | Remis                                      |   |                                    |

| 27. – 30. April Scorecard | Worcester | Derbyshire 219 (81.3) & 149 (57)                     | – | Worcestershire 432-9d (112) |
|                           |           | Worcestershire gewinnt mit einem Innings und 64 Runs |   |                             |

#### Mai
| 4. – 7. Mai Scorecard | Chelmsford | Essex 281 (104.4) & 271-5d (101) | – | Leicestershire 433 (148) |
|                       |            | Remis                            |   |                          |

| 4. – 7. Mai Scorecard | Cardiff | Worcestershire 240 (102.2) & 296-6d (79) | – | Glamorgan 155 (49) & 229-7 (98.4) |
|                       |         | Remis                                    |   |                                   |

| 4. – 7. Mai Scorecard | Canterbury | Surrey 285 (102.5) & 203 (87.5) | – | Kent 435 (112.2) & 54-2 (9.3) |
|                       |            | Kent gewinnt mit 8 Wickets      |   |                               |

| 11. – 14. Mai Scorecard | Derby | Derbyshire 118 (49.3) & 106-0 (28) | – | Kent 235-6d (47.2) |
|                         |       | Remis                              |   |                    |

| 11. – 14. Mai Scorecard | Southampton | Glamorgan 224 (61.2) & 187 (68.4) | – | Hampshire 345 (110) & 68-4 (15) |
|                         |             | Hampshire gewinnt mit 6 Wickets   |   |                                 |

| 11. – 14. Mai Scorecard | London | Gloucestershire 168 (56.4) & 230 (62.3) | – | Surrey 132 (48.3) & 267-6 (82.4) |
|                         |        | Surrey gewinnt mit 4 Wickets            |   |                                  |

| 18. – 21. Mai Scorecard | Bristol | Gloucestershire 252 (78.4) & 443-6d (103) | – | Kent 114 (46) & 291 (92.4) |
|                         |         | Gloucestershire gewinnt mit 290 Runs      |   |                            |

| 18. – 21. Mai Scorecard | Leicester | Hampshire 332 (100.1) & 338-9d (90) | – | Leicestershire 296 (89.2) & 96 (31.4) |
|                         |           | Hampshire gewinnt mit 278 Runs      |   |                                       |

| 18. – 20. Mai Scorecard | Worcester | Worcestershire 291 (74.5) & 120 (46.4) | – | Essex 203 (75.2) & 136 (40.5) |
|                         |           | Worcestershire gewinnt mit 72 Runs     |   |                               |

| 25. – 28. Mai Scorecard | Derby | Derbyshire 278 (106) | – | Gloucestershire 66-4 (25.5) |
|                         |       | Remis                |   |                             |

| 25. – 28. Mai Scorecard | Chelmsford | Essex 228 (73.2) | – | Surrey 261-7 (109) |
|                         |            | Remis            |   |                    |

| 25. – 28. Mai Scorecard | Cardiff | Leicestershire 109 (38) & 204-8 (89) | – | Glamorgan 350-8d (105) |
|                         |         | Remis                                |   |                        |

| 25. – 28. Mai Scorecard | Turnbridge Wells | Kent 258 (96.4) | – | Worcestershire 67-0 (17) |
|                         |                  | Remis           |   |                          |

#### Juni
| 1. – 4. Juni Scorecard | Chelmsford | Glamorgan 244 (95.2) & 250 (84.1) | – | Essex 280 (87.3) & 28-2 (6) |
|                        |            | Remis                             |   |                             |

| 1. – 4. Juni Scorecard | Southampton | Hampshire 388 (110.5) & 214-5d (56) | – | Derbyshire 257 (102.3) & 107-8 (52) |
|                        |             | Remis                               |   |                                     |

| 1. – 4. Juni Scorecard | London | Worcestershire 476 (137) | – | Surrey 206 (88.5) & 240-5 (87) (f/o) |
|                        |        | Remis                    |   |                                      |

| 2. – 5. Juni Scorecard | Leicester | Leicestershire 269 (88.4) & 241-5d (60.4) | – | Gloucestershire 260 (75.2) & 255-1 (37.2) |
|                        |           | Gloucestershire gewinnt mit 9 Wickets     |   |                                           |

| 7. – 10. Juni Scorecard | Canterbury | Kent 387 (112) & 255-8d (91) | – | Essex 440 (118) |
|                         |            | Remis                        |   |                 |

| 8. – 11. Juni Scorecard | Leicester | Leicestershire 311 (84.1) & 210 (82.2) | – | Derbyshire 336 (120) & 188-1 (61.5) |
|                         |           | Derbyshire gewinnt mit 9 Wickets       |   |                                     |

| 8. – 11. Juni Scorecard | Worcester | Worcestershire 402-9d (118) | – | Hampshire 219 (66.5) & 321-5d (92) (f/o) |
|                         |           | Remis                       |   |                                          |

| 9. – 12. Juni Scorecard | Bristol | Gloucestershire 112 (31.4) & 506-6 (189) | – | Surrey 626-6d (155) |
|                         |         | Remis                                    |   |                     |

| 15. – 18. Juni Scorecard | Derby | Derbyshire 153 (49.4) & 288 (102.4) | – | Surrey 421 (113.4) & 21-0 (5.5) |
|                          |       | Surrey gewinnt mit 10 Wickets       |   |                                 |

| 15. – 18. Juni Scorecard | Cardiff | Kent 253 (102.4) & 263 (71)                     | – | Glamorgan 527 (141.2) |
|                          |         | Glamorgan gewinnt mit einem Innings und 11 Runs |   |                       |

| 15. – 17. Juni Scorecard | Southampton | Hampshire 286 (78.4) & 440-3d (90) | – | Essex 121 (43.1) & 135 (39.1) |
|                          |             | Hampshire gewinnt mit 470 Runs     |   |                               |

| 15. – 18. Juni Scorecard | Leicester | Worcestershire 237 (67.4) & 444-8d (112.4) | – | Leicestershire 278 (89.2) & 169 (51) |
|                          |           | Worcestershire gewinnt mit 234 Runs        |   |                                      |

| 21. – 24. Juni Scorecard | Bristol | Gloucestershire 391 (131.5) & 165-5 (84) | – | Glamorgan 615-7d (159) |
|                          |         | Remis                                    |   |                        |

| 22. – 24. Juni Scorecard | Canterbury | Kent 333 (120.3) & 41-0 (10.1) | – | Derbyshire 115 (48) & 256 (92.1) (f/o) |
|                          |            | Kent gewinnt mit 10 Wickets    |   |                                        |

| 22. – 25. Juni Scorecard | London | Surrey 522-9d (152) & 69-0 (14.1) | – | Leicestershire 271 (85.1) & 319 (101) (f/o) |
|                          |        | Surrey gewinnt mit 10 Wickets     |   |                                             |

| 28. Juni – 1. Juli Scorecard | London | Surrey 474-8d (124) & 13-0d (8) | – | Hampshire 354 (139.2) |
|                              |        | Remis                           |   |                       |

| 29. Juni – 2. Juli Scorecard | Chelmsford | Gloucestershire 224 (57.4) & 325 (120.4) | – | Essex 541 (145.3) & 10-0 (1.3) |
|                              |            | Essex gewinnt mit 10 Wickets             |   |                                |

| 29. Juni – 2. Juli Scorecard | Worcester | Worcestershire 352 (114.1) & 299-7d (73) | – | Glamorgan 297 (92.2) & 105 (51.4) |
|                              |           | Worcestershire gewinnt mit 249 Runs      |   |                                   |

#### Juli
| 6. – 9. Juli Scorecard | Colwyn Bay | Glamorgan 232 (53.4) & 398 (118.5) | – | Surrey 598-8d (153) & 43-1 (12.5) |
|                        |            | Surrey gewinnt mit 9 Wickets       |   |                                   |

| 7. – 10. Juli Scorecard | Chesterfield | Derbyshire 275 (82.3) & 368-8d (103.4) | – | Essex 277 (100) & 243-4 (52.5) |
|                         |              | Remis                                  |   |                                |

| 7. – 10. Juli Scorecard | Southampton | Hampshire 297 (91) & 213-6 (72) | – | Gloucestershire 504-8d (137) |
|                         |             | Remis                           |   |                              |

| 7. – 10. Juli Scorecard | Leicester | Leicestershire 217 (55) & 388 (103.1) | – | Kent 302 (86.4) & 306-4 (68.5) |
|                         |           | Kent gewinnt mit 6 Wickets            |   |                                |

| 13. – 16. Juli Scorecard | Colchester | Hampshire 246 (71) & 171 (47.1) | – | Essex 285 (102.1) & 136-8 (32.3) |
|                          |            | Essex gewinnt mit 2 Wickets     |   |                                  |

| 13. – 16. Juli Scorecard | Worcester | Worcestershire 321 (103.3) & 416-8d (87.1) | – | Leicestershire 280 (71.5) & 253 (75.3) |
|                          |           | Worcestershire gewinnt mit 204 Runs        |   |                                        |

| 14. – 17. Juli Scorecard | Cheltenham | Gloucestershire 356 (118.1) & 219 (73.5) | – | Derbyshire 372 (119.3) & 208-4 (57.4) |
|                          |            | Derbyshire gewinnt mit 6 Wickets         |   |                                       |

| 20. – 22. Juli Scorecard | Derby | Glamorgan 138 (53.2) & 175 (49.2) | – | Derbyshire 241 (77.1) & 73-4 (24.3) |
|                          |       | Derbyshire gewinnt mit 6 Wickets  |   |                                     |

| 20. – 23. Juli Scorecard | Guildford | Kent 408 (110) & 292 (83.2) | – | Surrey 398 (109.4) & 213 (53.5) |
|                          |           | Kent gewinnt mit 89 Runs    |   |                                 |

| 21. – 23. Juli Scorecard | Cheltenham | Worcestershire 395 (117.3) & 51-2 (7.4) | – | Gloucestershire 156 (64.4) & 289 (84.5) (f/o) |
|                          |            | Worcestershire gewinnt mit 8 Wickets    |   |                                               |

#### August
| 15. – 18. August Scorecard | Swansea | Essex 286 (81.5) & 222 (66) | – | Glamorgan 161 (60.5) & 284 (98.2) |
|                            |         | Essex gewinnt mit 63 Runs   |   |                                   |

| 15. – 18. August Scorecard | Canterbury | Hampshire 380 (107.1) & 311-5d (84.4) | – | Kent 191 (55.1) & 304 (88.4) |
|                            |            | Hampshire gewinnt mit 196 Runs        |   |                              |

| 15. – 18. August Scorecard | Leicester | Surrey 480 (108.3) & 279-5d (66) | – | Leicestershire 373 (92) & 232-6 (56) |
|                            |           | Remis                            |   |                                      |

| 15. – 17. August Scorecard | Worcester | Worcestershire 194 (51.4) & 360 (92.1) | – | Gloucestershire 378 (100.4) & 178-3 (35.3) |
|                            |           | Gloucestershire gewinnt mit 7 Wickets  |   |                                            |

| 31. August – 3. September Scorecard | Derby | Derbyshire 356 (103.3) & 296 (81.4) | – | Worcestershire 385 (134.4) & 129 (46.4) |
|                                     |       | Derbyshire gewinnt mit 138 Runs     |   |                                         |

| 31. August – 3. September Scorecard | Southampton | Leicestershire 303 (98) & 160 (55.3)            | – | Hampshire 497-8d (104.5) |
|                                     |             | Hampshire gewinnt mit einem Innings und 34 Runs |   |                          |

| 31. August – 3. September Scorecard | Canterbury | Glamorgan 329 (89.1) & 415-9d (112.1) | – | Kent 387 (132.3) |
|                                     |            | Remis                                 |   |                  |

#### September
| 9. – 11. September Scorecard | Chelmsford | Kent 198 (61.4) & 151 (43.2) | – | Essex 328 (92.1) & 22-1 (2.5) |
|                              |            | Essex gewinnt mit 9 Wickets  |   |                               |

| 9. – 11. September Scorecard | Cardiff | Glamorgan 282 (90.1) & 181 (57.5) | – | Derbyshire 203 (54.1) & 154 (52.1) |
|                              |         | Glamorgan gewinnt mit 106 Runs    |   |                                    |

| 9. – 12. September Scorecard | Bristol | Gloucestershire 646 (124.5) & 306-9 (87.3) | – | Leicestershire 565 (149.1) |
|                              |         | Remis                                      |   |                            |

| 9. – 12. September Scorecard | Worcester | Worcestershire 272 (76.3) & 350 (85.4) | – | Surrey 406 (104.1) & 189 (75) |
|                              |           | Worcestershire gewinnt mit 27 Runs     |   |                               |

| 15. – 18. September Scorecard | Southampton | Kent 507 (149.4) | – | Hampshire 351 (104.5) & 248-9 (95) (f/o) |
|                               |             | Remis            |   |                                          |

| 15. – 16. September Scorecard | Leicester | Leicestershire 138 (36.4) & 117 (38.5)      | – | Essex 334 (103.5) |
|                               |           | Essex gewinnt mit einem Innings und 79 Runs |   |                   |

| 15. – 17. September Scorecard | London | Surrey 181 (53.3) & 279 (78)     | – | Derbyshire 210 (54.2) & 251-2 (66.4) |
|                               |        | Derbyshire gewinnt mit 8 Wickets |   |                                      |

| 23. – 25. September Scorecard | Derby | Derbyshire 289 (73.4) & 372-3d (93.2) | – | Leicestershire 141 (50.4) & 112 (29.4) |
|                               |       | Derbyshire gewinnt mit 408 Runs       |   |                                        |

| 23. – 25. September Scorecard | Chelmsford | Worcestershire 84 (26.2) & 255 (73.1)       | – | Essex 431 (128) |
|                               |            | Essex gewinnt mit einem Innings und 92 Runs |   |                 |

| 23. – 25. September Scorecard | Cardiff | Hampshire 357 (93.4) & 258-9d (55) | – | Glamorgan 172 (53.3) & 152 (33.4) |
|                               |         | Hampshire gewinnt mit 291 Runs     |   |                                   |

| 23. – 26. September Scorecard | Canterbury | Gloucestershire 179 (57) & 432 (115.3) | – | Kent 164 (63.4) & 203 (57.1) |
|                               |            | Gloucestershire gewinnt mit 244 Runs   |   |                              |

## Statistiken

### Runs
Die meisten Runs der Saison in beiden Divisions wurden von den folgenden Spielern erzielt:
| Spieler        | Mannschaft     | Spiele | Innings | Runs  | Average | HS   | 100s | 50s |
| -------------- | -------------- | ------ | ------- | ----- | ------- | ---- | ---- | --- |
| James Vince    | Hampshire      | 16     | 28      | 1.525 | 61,00   | 240  | 4    | 7   |
| Adam Lyth      | Yorkshire      | 16     | 23      | 1.489 | 67,68   | 251  | 6    | 6   |
| Ed Joyce       | Sussex         | 14     | 23      | 1.398 | 66,57   | 164* | 7    | 3   |
| Daryl Mitchell | Worcestershire | 16     | 27      | 1.334 | 58,00   | 172* | 5    | 4   |
| Chris Rodgers  | Middlesex      | 15     | 28      | 1.333 | 55,54   | 241* | 4    | 4   |

### Wickets
Die meisten Wickets der Saison in beiden Divisions wurden von den folgenden Spielern erzielt:
| Spieler         | Mannschaft     | Spiele | Overs | Wickets | Average | BBI  | 5W |
| --------------- | -------------- | ------ | ----- | ------- | ------- | ---- | -- |
| Mark Footitt    | Derbyshire     | 16     | 468.2 | 82      | 19,12   | 6/48 | 6  |
| Steve Magoffin  | Sussex         | 16     | 539.0 | 72      | 28,02   | 5/36 | 4  |
| Jack Brooks     | Yorkshire      | 16     | 523.2 | 68      | 28,02   | 5/36 | 2  |
| Chris Rushworth | Sussex         | 16     | 488.1 | 64      | 24,65   | 9/52 | 3  |
| Saeed Ajmal     | Worcestershire | 9      | 417.3 | 63      | 16,47   | 7/19 | 6  |
| Michael Hogan   | Glamorgan      | 13     | 444.5 | 63      | 19,55   | 5/58 | 3  |